# BADON天堂菸館
《BADON天堂菸館》（日語：BADON）是由小野夏芽繪製的群像劇漫畫作品，於2019年Vol.02至2024年Vol.04於《月刊BIG GANGAN》連載，單行本全9卷。該作承繼作者另一部漫畫《ACCA13區監察課》的世界觀，講述志同道合的四位具前科者出獄後合資創辦一家高檔菸草店，欲藉此開展人生新階段的故事。《月刊BIG GANGAN》總編輯小泉浩志就表示這漫畫是「一部帶著紳士風格且令人難忘的典型小野作品」。

## 劇情簡介
四位中年男性里科、奇洛、安特和埃爾莫是在雅卡拉北方監獄結識的友人，出獄後他們搬到首都巴登，創立了一間名叫「Primiera Tabaco」的高檔菸草店，希望藉此闖一番新事業。但開店過程波折不斷，無論是進京審查、融資和找尋家政婦皆處處因案底一事而碰壁，最後是靠著的哈特的關係和「特殊門路」，事情才得宜順利發展。
穩定客源和住處問題後，四人開始在中介商和香煙匠人間尋覓貨源，然而在一次檢查中卻發現「霍克」提供的煙草摻有大麻煙。在詢問他們這樣做的緣由後，哈特得出背後有雅卡拉的「組織」和黑市涉入。為了不影響來貨和顧客風評，也為了不讓下一個菸草職人受罪，四人無何奈何下，唯有決定自行與「組織」交涉。

## 登場人物
里科·戴斯（Rico Dice）
因詐騙罪入獄9年，出獄半年。
四人中的頭領，為人友善的紳士，社交圈子廣闊，主要負責經營事務和對外關係。
奇洛·哈特（Ciro Heart，聲：小野大輔（TV CM））
因恐嚇罪服刑3年，出獄一年。
雅卡拉黑幫的前成員，性格冷靜強硬，儘管已金盆洗手，但仍能用「特殊的管道」解決菸草店的問題。
安特·拉茲（Ant Raz）
因搶劫被判入獄11年，出獄兩個月。
不喜歡外出，因而負責看店和接電話，也會幫忙關注菸草店的四周狀況。
埃爾莫·古拉普斯（Elmo Craps）
因疏忽駕駛導致他人死亡而被判有期徒刑6年，出獄一個月。
好女色，愛女人到要其他三人對他保持警惕，尤其喜歡穿上圍裙的好看年輕女孩。在四人中負責吸納客源，Primiera的一半銷售額來自他的客戶。
莉莉·霍吉（Lily Housie）
Primiera的家政婦，12歲，因相依為命的外婆過世而被哈特的熟人引薦。
負責照顧不懂家事的四人，包括從做飯到洗衣、打掃衛生等事。

## 發行
2018年11月，《月刊BIG GANGAN》宣佈《BADON天堂菸館》將在該刊揭載，後者接續在隔年1月25日發行Vol.02號上開始連載。
| 冊數 | 集英社         | 集英社                 | 東立出版社     | 東立出版社             |
| 冊數 | 發售日期       | ISBN                   | 發售日期       | ISBN                   |
| ---- | -------------- | ---------------------- | -------------- | ---------------------- |
| 1    | 2019年9月25日  | ISBN 978-4-7575-6319-3 | 2020年11月12日 | ISBN 978-9-5726-5313-5 |
| 2    | 2020年3月25日  | ISBN 978-4-7575-6582-1 | 2021年4月9日   | ISBN 978-9-5726-5314-2 |
| 3    | 2020年11月25日 | ISBN 978-4-7575-6963-8 | 2021年9月2日   | ISBN 978-9-5726-6130-7 |
| 4    | 2021年6月24日  | ISBN 978-4-7575-7334-5 | 2023年2月2日   | ISBN 978-9-5726-7288-4 |
| 5    | 2022年1月25日  | ISBN 978-4-7575-7697-1 | 2023年9月8日   | ISBN 978-957-26-8691-1 |
| 6    | 2022年8月25日  | ISBN 978-4-7575-8095-4 | 2024年8月1日   | ISBN 978-626-347-224-2 |
| 7    | 2023年3月25日  | ISBN 978-4-7575-8488-4 |                |                        |
| 8    | 2023年10月25日 | ISBN 978-4-7575-8871-4 |                |                        |
| 9    | 2024年5月24日  | ISBN 978-4-7575-9208-7 |                |                        |

## 宣傳
史克威爾艾尼克斯在2019年宣佈與合作舉辦以《ACCA13區監察課》和《BADON天堂菸館》為主題的聯名咖啡廳，日期分別為同年12月18日至2020年2月2日的大阪市心齋橋分店、2020年1月16日至3月8日的名古屋市中村區分店，以及2020年2月14日至4月12日的東京都池袋分店。2020年3月正值第2卷單行本發行之際亦公開了《BADON天堂菸館》的PV。
2022年2月1日，《BADON天堂菸館》聯動四國電力，在四國地區獨家播放以該作的哈特和麵包店老闆唐娜（ドナ，聲：豐崎愛生）為主角的電視廣告。

## 外部連結
- 官方网站（日語）